# Campari Soda

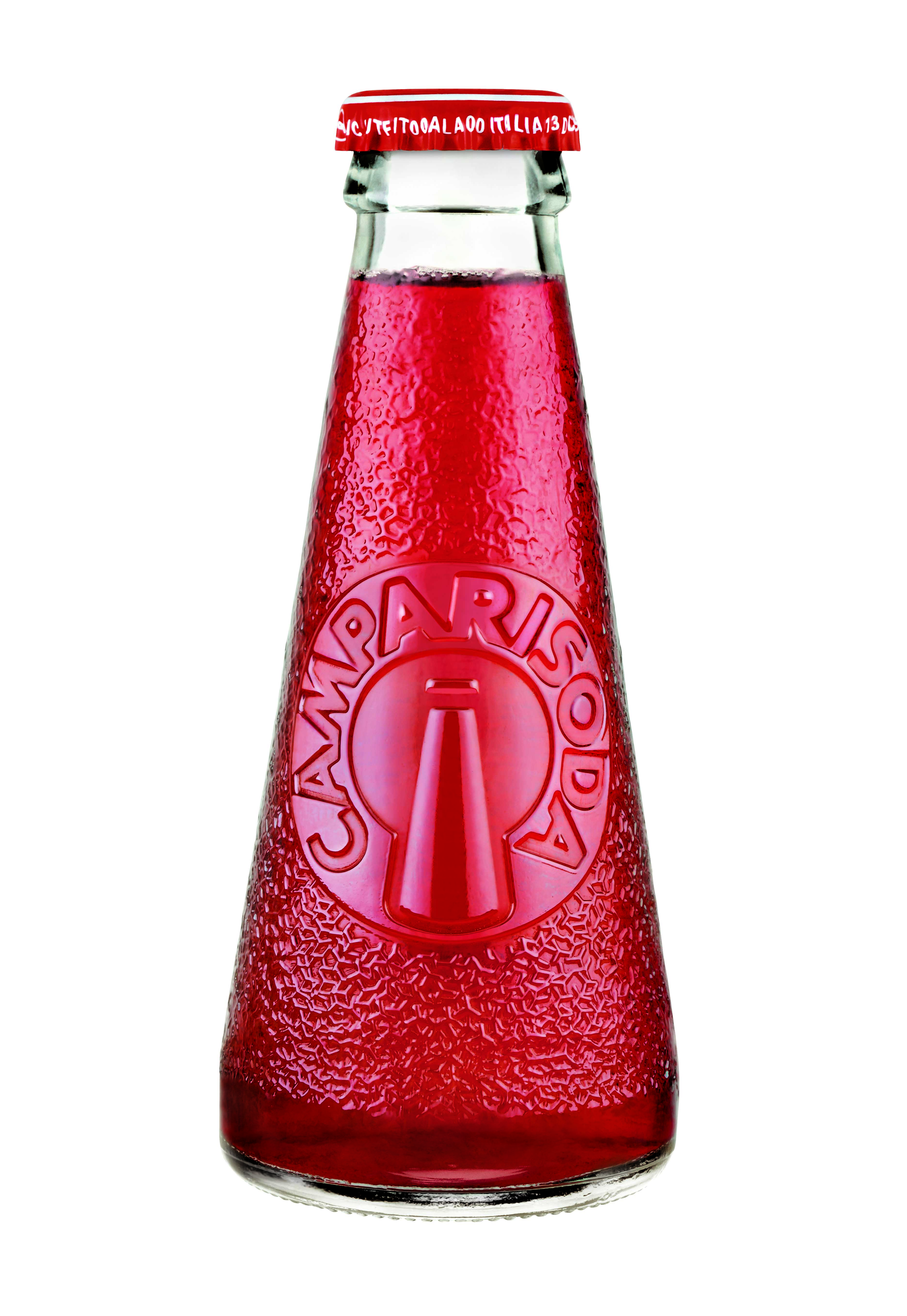
Bottiglia del Campari Soda

Campari Soda o Camparisoda è un aperitivo monodose confezionato in bottigliette da 9,8 cL, a moderata gradazione alcolica (10°). È ottenuto dalla miscela tra Campari e seltz.

## Introduzione
Campari Soda nasce nel 1932: è il primo pre-mix "pronto all'uso" nella storia dei prodotti a bassa gradazione alcolica.
La sua bottiglietta conica, in stile futurista, è stata disegnata dall'artista Fortunato Depero. Campari Soda è tra i prodotti più importanti del Gruppo: il mercato principale è l'Italia.

## Una storia creativa
Il primo legame di Campari Soda con l'arte e la creatività risale al 1932, quando Davide Campari chiese a Fortunato Depero di ideare la bottiglia per il primo aperitivo monodose e ne ordina la produzione industriale. Il flacone, come veniva chiamato, ha la forma di un calice rovesciato.
Con l'ideazione della bottiglia Depero crea la sua opera più significativa per l'azienda milanese.
La bottiglietta è il punto di arrivo di un sodalizio artistico che inizia negli anni 1920 e la forma conica una conseguenza dello stile di Depero per Campari.
I Futuristi sono i primi a stabilire una sintonia con il nuovo mondo industriale, comprendendo la natura innovativa della comunicazione pubblicitaria e le forti connessioni esistenti tra l'industria, la pubblicità e la produzione di forme espressive.
Fortunato Depero fu uno dei rappresentanti più attivi e illustri del movimento artistico. Nel 1919 crea la Casa d'Arte Futurista, con funzioni paragonabili a quelle di un'odierna agenzia di pubblicità, e mette a punto proprio per Campari un'originale strategia di comunicazione.
Per lo stesso Depero "l'arte deve marciare di pari passo all'industria, alla scienza, alla politica, alla moda del tempo, glorificandole - tale arte glorificatrice venne iniziata dal futurismo e dall'arte pubblicitaria - l'arte della pubblicità è un'arte decisamente colorata, obbligata alla sintesi… arte gioconda - spavalda - esilarante - ottimista".

### La pubblicità e il futurismo
Il sodalizio Campari-Depero costituisce un caso nella storia della pubblicità italiana e suggella una collaborazione creativa che per Depero non avrà riscontro in nessun altro dei rapporti di committenza avuti nel campo della pubblicità. Un momento topico della collaborazione tra Campari e Depero si ebbe con il Numero Unico Futurista Campari del 1931 che aprì le porte a nuove iniziative mirate alla realizzazione di prodotti d'arte di pari passo alle esigenze pubblicitarie. Allo stesso tempo l'opera segnò la fine del sodalizio fra l'azienda e l'artista, che però prima di concludersi diede vita all'originale bottiglia di un nuovo prodotto che avrebbe segnato la storia della produzione di alcolici: il Campari Soda appunto.

## Curiosità
- Lo spot Campari Soda "L'ultimo che arriva paga da bere" del 2008 utilizza il jingle originale scritto ed eseguito da Crivel per la ditta Campari nel 1932.
- Campari Soda funge da base per il cocktail romano Cardinale, che contempla l'aggiunta di ghiaccio, aranciata (dolce o amara) e fettina d'agrume.